# Svetlobna krivulja
Svetlobna krivulja je v astronomiji krivulja, ki prikazuje navidezni (opazovani) izsev (sij) nebesnega telesa ali področja na nebu, kot funkcijo časa. Vsaka svetlobna krivulja se običajno meri in prikazuje v določenem frekvečnem področju.
Po obliki so svetlobne krivilje periodične ali neperiodočne. 

Periodočne svetlobne krivulje dajejo
- dvojne zvezde, ki se jim ravnina tira ujema s smerjo našega opazovanja (nastaja mrk)
- kefeidne spremenljivke
- ostale spremenljivke

Neperiodične svetlobne krivulje pa imajo:
- nove
- kataklizmične spremenljivke
- supernove

## Uporaba v astronomiji
Raziskave svetlobne krivulje nam dajo podatke o fizičnih procesih na nebesnem telesu in o njegovi obliki.

- Opazovanje svetlobne krivulje nov in supernova nam veliko pove o procesih na zvezdi, ki je eksplodirala.
- S pomočjo svetlobne krivulje astronomi določajo obhodne dobe manjših teles v Osončju in naravnih satelitov. Analiza svetlobnih krivulj omogoča določanje hitrost vrtenja telesa. Pri tem se predpostavlja, da ima telo temnejša in svetlejša področja na površini. Svetlobna krivulja je odvisna tudi od oblike telesa (npr. asteroida). V tem primeru je zelo težko ločiti spremembe zaradi različnih površin in vpliv zaradi oblike.